# Regine Stünkel
Regine Stünkel (* in Göttingen) ist eine deutsche Moderatorin, Veranstaltungsmoderatorin und live-Reporterin des NDR.

## Leben
Regine Stünkel studierte an der Universität Osnabrück Medienwissenschaften, Politik und Neuere und Neueste Geschichte. Ihre Magisterarbeit schrieb sie über TV-Duelle im Fernsehen von Kennedy/Nixon zu Schröder/Stoiber. Schon während des Studiums war Regine Stünkel als Moderatorin und Live-Reporterin im NDR tätig. Nach ihrem Studienabschluss absolvierte sie beim NDR in Hamburg ein Programmvolontariat für Fernsehen und Hörfunk und arbeitete in dieser Zeit bei diversen öffentlich-rechtlichen Redaktionen u. a. bei der Tagesschau, der NDR-Talkshow, NDR Info, DAS! und im Programmbereich Zeitgeschehen des NDR Fernsehens. Für die NDR-Redaktion Wort im Landesfunkhaus Niedersachsen und das NDR-Fernsehen in Hamburg ist sie als Moderatorin und Reporterin regelmäßig im Einsatz. Für die Dokumentationsreihe 45 Min drehte sie die investigative Hintergrundreportage Freiheit für Schwerverbrecher?, die im NDR-Fernsehen und auf Phoenix ausgestrahlt wurde. Für die ARD-ZDF-Medienakademie und andere Auftraggeber hält Regine Stünkel live-Reportage-Trainings und Moderationsseminare ab.

## Moderationen
Die Journalistin gehört zum festen Moderatorenteam des NDR. Sie moderiert bei NDR 1 Niedersachsen die Sendung Visite – das Gesundheitsmagazin und spricht mit Ärzten und Wissenschaftsexperten über neueste Trends in der Medizin, moderne OP-Techniken und Behandlungsmöglichkeiten. Regine Stünkel ist zudem die Moderatorin des NDR-Verbraucher- und Wirtschaftsmagazins Ratgeber. In der Call-In-Sendung diskutiert die Journalistin mit Experten über aktuelle Servicethemen. Auch führt die NDR-Moderatorin durch die Magazin-Ausgaben Miteinander und In der Natur. Die ausgebildete Veranstaltungsmoderatorin präsentiert für den NDR und andere Auftraggeber regelmäßig Festakte, Podiumsdiskussionen und Preisverleihungen.

## Ehrungen und Auszeichnungen
Für die Moderation des NDR-Ratgebers zum Thema Lebensmittelverschwendung erhielt Regine Stünkel den Journalistenpreis 2016 der Deutschen Gesellschaft für Ernährung.